# 閔甲完

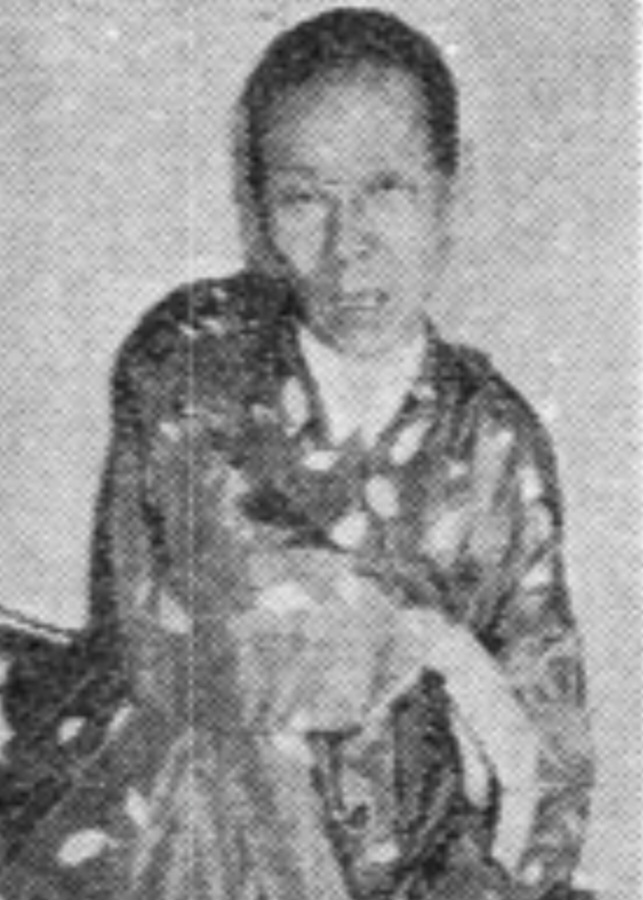
闵甲完

閔甲完（민갑완，1897年10月20日—1968年2月19日），本貫驪興閔氏，是朝鲜王朝和大韓帝國官員闵泳敦的女儿，母親是全州李氏。

## 经历
閔甲完在光武元年九月二十五日（1897年10月20日）出生在漢城府笠洞（位於今首爾鐘路區），是閔泳敦的第三女，有其他三個姐妹和兩個弟弟。她與朝鮮王妃元敬王后、仁顯王后、明成皇后和純明孝皇后同族，是明成皇后的遠房姪孫女。
1907年3月12日，韓國皇室为英親王李垠選妃並舉行初揀擇禮，由朝鲜高宗、純獻皇貴妃和純貞孝皇后三人主持，閔甲完入選。但是李垠在朝鮮純宗即位不久後成為皇太子，並被送往日本，原本應該舉行的再揀擇、三揀擇禮被無限期推遲，最後不曾舉行。於是，皇室派遣一位文姓尚宮，將一份訂婚戒指作為定婚禮物送到閔家，期望之後再舉行李垠和閔甲完的婚禮；結果在1918年，李王家不得不毀棄婚約，同意讓日本皇族方子女王（即李方子）成為李垠的世子妃，並在同年11月12日行嘉禮。一方面日本人強迫闵家解除婚约，要求在一年內閔甲完必須另有結婚對象，不然父女都要問罪，闵泳敦因而酗酒，不久過世；閔甲完的祖母李氏也在同一年過世。
李垠和方子女王在1920年4月28日正式結婚。因為之前的命令，閔甲完不斷被催婚，因此同一年6月7日，她在舅舅李起炫（이기현）、弟弟閔千植（민천식）等人的陪同下流亡中国上海。在與大韩民国临时政府的學務總長金奎植見面後，在晏瑪太夫妻創辦的晏摩氏女中入學；後在1924年因政治干涉退學，先後曾在法國租界、德國租界、上海公共租界等地居住。1937年因為弟弟閔千植結婚暫時返國。
闵甲完在第二次世界大戰後，應金九、李始榮的邀請，於1946年返回韩国居住。之後曾在妹妹閔萬順（민만순）家以及義親王李堈的本邸寺洞宮等地居住，韓戰期間和弟弟一家一起移居釜山。1962年她的回憶錄《百年恨：閔甲完人生手記》出版。1968年2月19日在釜山金井區長箭洞的聖芬道病院（성분도병원）因喉癌病逝，終身未婚。她的骨灰罈安放在機張郡西羅亞公園公墓（실로암공원묘원）的納骨堂，在釜山龍湖洞的天主教公墓立有墓碑。

## 閔甲完墓誌
{{Quotation|attr=lang="ko"|
-{西紀一八九七年九月二五日駐英公使閔泳敦氏의三女로서울笠洞서誕生

一九〇七、二、一、英親王妃三揀擇日帝侵略으로

一九一八、一、三、高宗皇帝가下賜한信物強奪破婚

害로上海亡命、一九四五年祖國光復과함께帰

一九六二年手記「百年恨」發表、翌年映画化

忠臣不事二君烈女不更二夫의붇은理念下에

生울童貞으로一九六八年二月一九日聖芬道病院에서善終하시다

이生에서못피우신青春天國에서永樂하소서
西紀一九六八年二月二十三日}-
}}